# Rabia Djelti

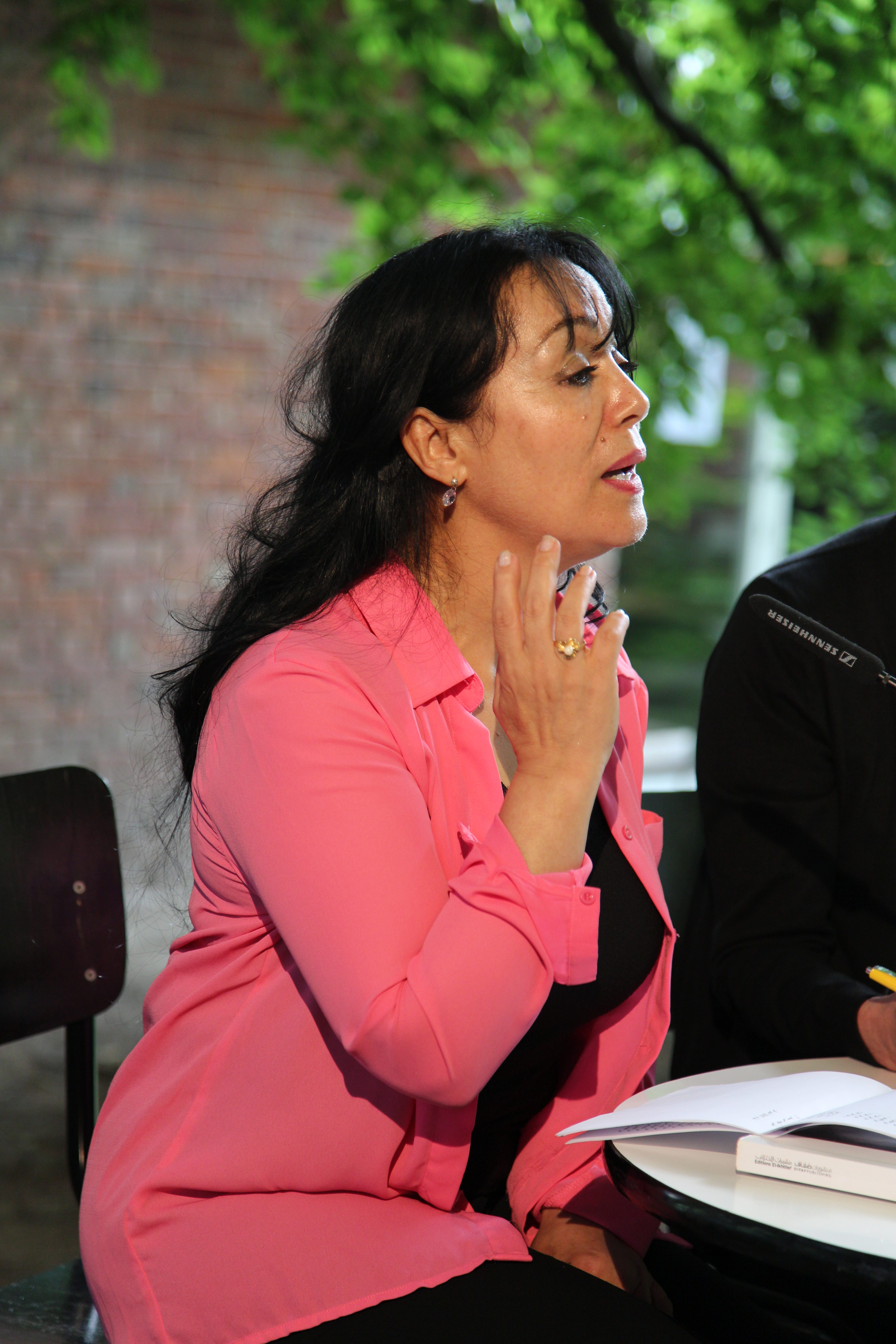
Rabia Djelti (2017)

Rabia Djelti (arabisch ربيعة جلطي, DMG Rabīʿa Ǧalṭī; geboren am 5. August 1964 in Algier oder 1954 in Bouanani) ist eine algerische Autorin, die auf Arabisch und Französisch schreibt. Neben ihrer eigenen literarischen Tätigkeit unterrichtet sie Literatur an der Universität Algier.

## Leben und Werk
Rabia Djelti studierte moderne Literatur des Maghreb und erhielt in diesem Fach einen Doktortitel. Sie unterrichtete dieses Fach auch an der Universität Oran. Ihre Lyrik gilt als rhythmusstark. Sie trat auf mehreren internationalen Poesiefestivals im arabischen und europäischen Raum auf. Neben ihrer schriftstellerischen Tätigkeit arbeitete Rabia Djelti auch für das algerische Fernsehen, für das sie Kultur- und Frauenprogramme produzierte.

## Veröffentlichungen
- Azib hayy al-murjan (dt. Der Junggeselle des Mujan-Viertels). Roman. Difaf, Beirut & al-Ikhtilaf, Algerien 2016
- al-Nabiyya (dt. Die Prophetin). Difaf, Beirut & al-Ikhtilaf, Algerien 2015
- Nadi al-sanaubar (dt. Der Pinienclub). al-Ikhtilaf, Algerien & al-Dar al-‘Arabiyya li-l-‘Ulum, Beirut 2012
- al-Dharwa (dt. Der Höhepunkt). Dar al-Adab, Beirut 2010
- Man al-lati fi al-mir’at? / Qui est-ce dans le miroir? Gedichte. Übersetzung ins Französische von Rachid Boujedra. Dar El Gharb, Algerien 2003
- Wa-hadith fi al-sirr (dt. Und ein Gespräch im Geheimen). Gedichte. Dar El Gharb, Algerien 2002